# Sumangala otilanoi
Sumangala otilanoi är en insektsart som beskrevs av Bernhard Zelazny 1981. Sumangala otilanoi ingår i släktet Sumangala och familjen Derbidae. Inga underarter finns listade i Catalogue of Life.